# Fanny Robert
Pour les articles homonymes, voir Robert.
Fanny Robert, de son vrai nom Françoise Robert, est une artiste peintre et dessinatrice française née le 30 janvier 1795 à Paris et morte dans la même ville le 19 juillet 1872.

## Biographie
Françoise Robert est la fille de Jean-Baptiste Robert et de Marie-Françoise Bazin. Née sourde-muette comme son frère Édouard Robert, elle fut instruite à l'institution des sourds-muets de l'abbé Sicard où le 25 février 1805, Fanny Robert fut chargé d'accueillir le pape Pie VII en lui écrivant un compliment en italien. Puis elle fut élève du peintre Anne-Louis Girodet.
Elle meurt célibataire le 19 juillet 1872 à son domicile parisien au 77, rue des Martyrs.

## Salons parisiens
Fanny Robert a exposé au Salon de Paris de 1831 à 1835. En 1827, 1839 et 1842, ses envois furent refusés.
- 1831 : 3151, Laure, dessin[4].
- 1833 : 2033, Portrait de Mme Charles Nodier, dessin ; no 2034, Portrait de Mme Cécile Cottin, dessin.
- 1835 : 1864, Portrait de M. Paulmier, dessin, no 1865, Portrait de Mme Élisa B…

## Œuvres

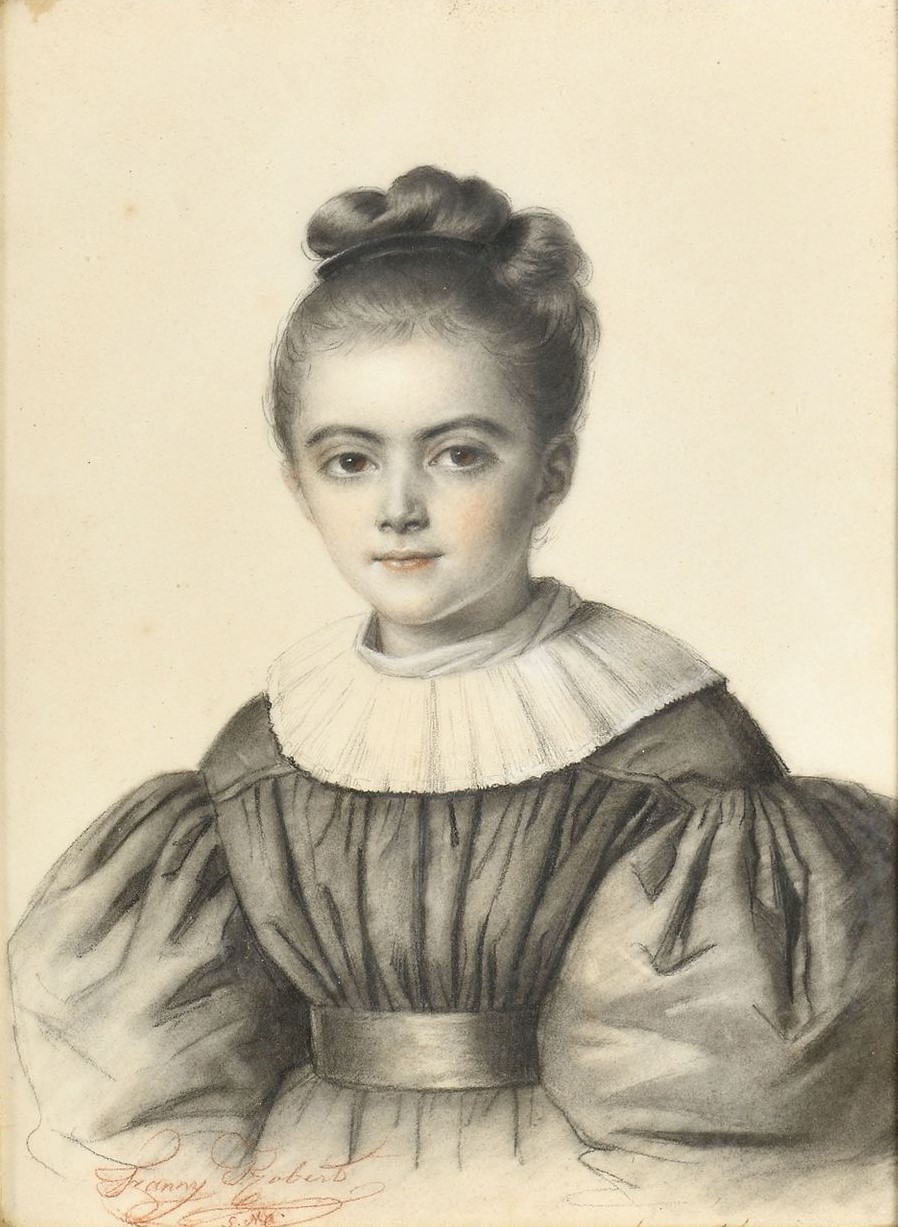
Fanny Robert, Portrait de Mademoiselle E. Favre, fille d’Amédée Favre

### Œuvres conservées dans les collections publiques
- Versailles, musée de l'Histoire de France :
  - Portrait de George Villiers (1er duc de Buckingham) (1592-1628), 1835, commandé par le roi Louis-Philippe pour le musée de Versailles[5] ;
  - Portrait d'Henri 1er de Lorraine, 1835, commandé par le roi Louis-Philippe pour le musée de Versailles[6].

### Œuvres référencées
- Localisation inconnue :
  - Autoportrait, huile sur toile, 50 × 70 cm, ancienne collection Elfriede Lechner[7] ;
  - Portrait d'Henri-François Dumolard ;
  - Portrait de Mme Charles Nodier, dessin ;
  - Laure, dessin ;
  - Portrait de Mme Cécile Cottin, dessin ;
  - Portrait de M. Paulmier[8], dessin ;
  - Portrait de Mme Élisa B… ;
  - Portrait de Louis de Fontanes.

## Poème d'Henri-François Dumolard à propos de son portrait par Fanny Robert
À Mlle Fanny Robert, sourde muette, élève de Girodet, qui, pour unique prix de mon portrait m’a demandé des vers, simples et naturels comme ceux de Racine.

D'un grand maître digne écolière,

De Girodet, trop tôt aux beaux-arts enlevé,

Ton talent, par lui cultivé,

Nous montre une aimable héritière.

On dirait que lui-même a dessiné tes traits

Et les contours de ta taille légère ;

Que, te prêtant sa grâce et sa manière,

Il retouche encor tes portraits.

Ta main, habile autant qu'elle est jolie,

A rendu ton crayon parlant,

Et, copiant ma figure vieillie,

Ne m'a fait que trop ressemblant.

Que ce don d'amitié m'honore, m'encourage !

Et qu'il va paraître flatteur

À quiconque aura vu l'ouvrage,

À quiconque aura vu l'auteur !

Si je pouvais monter les cordes de ma lyre

À la hauteur des transports qu'il m'inspire,

J'immortaliserais ton nom et ton talent ;

Mais, comment imiter cet auteur excellent

Que tu lis avec fruit, et dont la main divine,

De l'immortalité posséda le cachet?…

Si tu peins comme Girodet,

On n'écrit plus comme Racine.

Henri François Dumolard, « Poésie », La Nouveauté, 30 mai 1826, p. 3.